# Isopterygium gabonense
Isopterygium gabonense är en bladmossart som beskrevs av Brotherus och Potier de la Varde 1925. Isopterygium gabonense ingår i släktet Isopterygium och familjen Hypnaceae. Inga underarter finns listade i Catalogue of Life.